# Marie
Marie és una pel·lícula estatunidenca dirigida per Roger Donaldson, estrenada l'any 1985. Ha estat doblada al català

## Argument
Després de divorciar-se del seu violent marit, Marie Ragghianti haurà de superar múltiples dificultats per tirar endavant els seus fills, els més petits dels quals pateixen una malaltia crònica. Malgrat tot, gràcies a la seva tenacitat aconsegueix acabar amb èxit els seus estudis. Eddie Sisk, l'ajudant del governador de Tenneessee, es fixa en ella i li proporciona un treball com a cap del comitè encarregat d'atorgar la llibertat condicional. Tanmateix, quan semblava que, per fi, havia aconseguit l'estabilitat, el descobriment d'un gravíssim cas de corrupció li complica extraordinàriament la vida. Basada en fets reals.

## Repartiment
- Sissy Spacek : Casa Ragghianti
- Jeff Daniels : Eddie Sisk
- Keith Szarabajka : Kevin McCormack
- Morgan Freeman : Charles Traughber
- Fred Dalton Thompson : ell mateix
- Don Hood : El governador Ray Blanton
- Lisa Banes : Toni Greer
- Trey Wilson : L'agent de l'FBI
- John Cullum : El fiscal general
- Graham Beckel : Charlie Benson
- Macon McCalman : Murray Henderson
- Collin Wilcox Paxton : Virginia
- Robert Green Benson III : Dante Ragghianti
- Dawn Carmen : Therese Ragghianti
- Shane Wexel : Ricky Ragghianti

## Rebuda
- ''Marie'' és una pel·lícula absorbent sobre una dona valenta (...) L'única pega és que també és predecible (...) Puntuació: ★★★ (sobre 4)"[3]